# Stauranthus perforatus
Stauranthus perforatus là một loài thực vật có hoa trong họ Cửu lý hương. Loài này được Liebm. miêu tả khoa học đầu tiên năm 1854.